# メイ・ナイ
メイ・ナイ（Mae Ngai）は、アメリカの歴史学者。コロンビア大学教授。アメリカ合衆国史専攻。20世紀の米国史におけるナショナリズム、市民権、民族性、移民、人種に焦点を当てている。

## 経歴
ナイは中国からの移民の子であり、自分自身を非伝統的なルートをたどった学生だと説明している。1972年に休学し、地域活動家として活動した。
「中国人であることとアメリカ人であることが緊張関係にありながら矛盾していない」環境の研究者やプロの労働教育者として、教育・政治活動部局や労働者教育協会（Consortium for Worker Education、CWE）で働いた後、移民研究に焦点を当てた大学院に進むことを決意した。
1993年にニューヨーク州立大学エンパイア・ステート・カレッジで学士号を取得し、コロンビア大学で修士号を取得して卒業し、1993年に博士号を取得した。1998年、エリック・フォナーのもとで論文を執筆した。
卒業後は、社会科学研究評議会、ニューヨーク大学法学部、2003年にはハーバード大学ラドクリフ研究所から博士研究員を取得した。
シカゴ大学で准教授として教鞭をとった後、2006年に正教授としてコロンビア大学に戻った。

## 研究
ナイは、法律や社会の中で歴史的に生み出されるナショナリズム、市民権、人種の問題、国境を越えた移住のプロセス、民族的な共同体の形成に特に関心を寄せている。
多くの学術誌で発表しているほか、ガイは移民や関連政策について、ワシントン・ポスト、ニューヨーク・タイムズ、ロサンゼルス・タイムズ、ネイション、ボストン・レビューに寄稿している。
代表作Impossible Subjects（『「移民の国アメリカ」の境界』）では、20世紀初頭の「不法滞在者（illegal alien）」という法的カテゴリーの誕生と、その社会的・歴史的な影響や背景を論じた。
担当する科目
- アメリカの歴史と生活の中の移民、講義
- 植民地化／脱植民地化、学部ゼミ
- トランスナショナルな移民とシティズンシップ、大学院・学部ゼミ
- 博士課程の学生のための歴史学

## 著書

### 単著
- Impossible Subjects: Illegal Aliens and the Making of Modern America. Princeton University Press. (2004). ISBN 978-0-691-07471-9
  - 『「移民の国アメリカ」の境界:歴史のなかのシティズンシップ・人種・ナショナリズム』　小田 悠生・訳　ISBN 978-4560097953

- The Lucky Ones: One Family and the Extraordinary Invention of Chinese America. Houghton Mifflin Harcourt. (2010). ISBN 978-0-618-65116-0
- The Chinese Question: The Gold Rushes and Global Politics. New York : W.W. Norton & Company, 2021　ISBN 978-0393634167

### 編著
- Major Problems in American Immigration History. Wadsworth Cengage Learning, 2011　ISBN 978-0547149073

### 共著
- Americanism: New Perspectives on the History of an Ideal. The University of North Carolina Press, 2008;
- American History Now. Temple University Press, 2011

## 受賞
- アメリカ芸術科学アカデミー・フェロー, 2022
- バンクロフト賞, 2022
- Shelby Collum Davis for Historical Studies, Princeton University, Spring 2018
- Kluge Chair in Countries and Cultures of the North, Library of Congress, Fall 2017
- Huntington Library, Spring 2017
- Woodrow Wilson International Center for Scholars, 2013
- OAH-AHRAC China Residency Program, 2013
- Chiang Ching-Kuo Foundation for International Scholarly Exchange, 2012
- Cullman Center for Scholars and Writers, New York Public Library, 2012
- Institute for Advanced Study, 2009
- John Simon Guggenheim Memorial Foundation, 2009
- Huntington Library, 2006
- Frederick Jackson Turner Award, Organization of American Historians for Impossible Subjects: Illegal Aliens and the Making of Modern America, 2005
- Theodore Saloutos Book Award, the Immigration and Ethnic History Society, 2004
- Littleton-Griswold Prize, the American Historical Association, 2004
- Radcliffe Institute for Advanced Study, Harvard, 2003
- NYU Law School, 2000
- Social Science Research Council, 1999